# Vic Ash
 (octobre 2020).
Victor "Vic" Ash, né le 9 mars 1930 à Londres (Angleterre) et mort le 24 octobre 2014, est un clarinettiste, saxophoniste et chef d'orchestre de jazz anglais.

## Carrière
Ash commence sa carrière professionnelle en 1951 lorsqu'avec Tubby Hayes, il rejoint l'orchestre de Kenny Baker, dans lequel il joue jusqu'en 1953. En suite, Ash joue avec Vic Lewis (en) (1953–56), puis accompagne Hoagy Carmichael et Cab Calloway lors de leurs tournées en Angleterre.
Par la suite, il dirige son propre orchestre et devient l'un des musiciens préférés des lecteurs du Melody Maker dans les années 1950.
Parallèlement, il anime une émission de radio, Sunday Break, qui traite de jazz et de religion.
En 1954, le Vic Ash Quartet enregistre avec la chanteuse américaine Maxine Sullivan à Londres. Ash fait une tournée aux États-Unis en 1957 puis retourne jouer aux côtés de Lewis en 1959. Son groupe est le seul à représenter le jazz britannique au Newport Jazz Festival cette année-là.
Ash reste une figure importante de la scène jazz britannique pendant des décennies, jouant aussi bien dans de petits groupes que de grands orchestres, dont le big band de la BBC. Il accompagne Frank Sinatra lors de ses tournées en Europe et au Moyen-Orient des années 1970 à la mort du chanteur.
Ash a sorti de nombreux albums pour Pye, Nixa Records et MGM Records, principalement dans la tradition du jazz mainstream. Son autobiographie I Blew It My Way (Northway Books) est parue en 2006.